# Miroslav Župančić
Miroslav Župančić poznat kao Žup (Zenica, 15. svibnja 1949.) afirmirani hrvatski kipar koji živi i radi u Kosovcu te povremeno u Zagrebu. Član je Hrvatskog društva likovnih umjetnika (HDLU) te Hrvatske zajednice samostalnih umjetnika (HZSU) te ima status slobodnog umjetnika, autodidakt.  

## Život
Nedugo nakon rođenja dolazi u Slavoniju u kojoj provodi dio djetinjstva. Zbog očeva je posla cijela obitelj mijenjala mjesto boravka. Ta nestalnost na neki je način obilježje njegovog života i rada a dinamičnost svojstvena je vječnim tragačima, što Župančić zasigurno jest.
Od ranog djetinjstva iskazuje talent za likovno izražavanje. Govori da je početne korake u korištenju alata poput noža, sjekire i turpije, a samim time i u oblikovanju te poštovanju materijala, naslijedio od djeda po ocu Franji. Skulpturom se ozbiljnije počinje baviti početkom 70-ih godina,. U početcima radi pretežito u drvu, u maniri naive pod jakim utjecajem Tomislava Petranovića.
Ugled je stekao već 80-ih godina kada je oblikovanje u maniri naive bilo poprilično aktualno. Sve do 1991. godine stvara i radi u Okučanima iz kojih odlazi nakon što mu je zapaljen atelier s radovima i ukupnom dokumentacijom. Taj događaj uzrok je njegove nemogućnost sudjelovanja na samostalnoj izložbi u Rimu, uključenoj u Grand prix, koju je 1990-te godine Župančić osvojio na međunarodnoj kiparskoj koloniji u Marinu.
Također je sudionik domovinskog rata te je odlikovan Spomenicom Domovinskog rata. Kasnije je i član Hrvatskog sabora kao zastupnik u Vijeću općina ali se iz politike povukao.
Preselivši se u Zagreb nastavlja stvarati s odmakom od naive i približava se modernoj skulpturi. Svoj rukopis temelji na pročišćenoj formi i stilizaciji kojoj je vjeran bez obzira u kojem materijalu radio i kojim se motivom bavio.
Zagrebački period vrijeme je kada kod Župančića prednjači oblikovanje u kamenu. Iako u ratom razorenoj staklani u Lipiku nalazi komade stakla koje pretvara u skulpture te tako, osim skalarnim i drugim temama odaje počast osobnoj tragediji kroz svoje stvaralaštvo.
Nakon vojno-redarstvene akcije Bljesak, u kojoj je sudjelovao dok je njegova obitelj boravila u Zagrebu, Župančić se trajno vraća u Kosovac nadomak Okučana gdje i dalje stvara. Kompletna zbirka dotadašnjih radova iz predratnog razdoblja mu je uništena a obiteljski dom nalazi razoren. Danas se tamo nalazi njegov atelier a kuća je obnovljena.

## Kiparstvo i likovna umjetnost
Izlagačka djelatnost proporcionalno prati njegovu izrazitu produktivnost. Broj djela ne može točno odrediti što govori o količini kipova, reljefa i drugih djela koja je kreirao kroz pet desetljeća. Od 1972. godine kada održava prvu samostalnu izložbu u Dubrovniku, nanizao je pedesetak samostalnih i velik broj skupnih izložbi. Izlagao je u mnogim gradovima u zemlji - Vinkovcima, Zagrebu, Samoboru, Varaždinu, Novom Marofu, Korčuli, Ludbregu i u inozemstvu - Münchenu, Rimu, Baselu, Gronau, Sevnici, Piranu.
Osim skulptura galerijskog formata autor je i većeg broja skulptura u javnom prostoru, pa se tako možemo susresti s njegovim radovima u Zagrebu - donedavno Tkalčićeva ulica ispred Galerije Mirko Virius, Boćarski dom, unutar Zimskog plivališta Mladost i ispred Knjižnice Vladimira Nazora na Vrapču. Osim Zagreba njegova eksterijerna djela smještena su i u Crikvenici, na Hvaru, na Braču, u Novoj Gradišci, Okučanima, Pakracu. Od inozemnih eksterijernih figura tu su skulpture u Münchenu, Torontu i Rimu. Autor je i nekoliko spomeničkih memorijalnih skulptura u Baćin Dolu, Cerniku, Gornjim Bogićevcima, Kosovcu, Opatovcu i Rešetarima.

## Istaknute izložbe
Župančićeve skulpture izložene su 2011. godine na izložbi najboljih ostvarenja u kamenu u Hrvatskoj "Skulptura u kamenu u Hrvatskoj 1991. – 2011." Hrvatske akademije znanosti i umjetnosti (HAZU) u Gliptoteci u Zagrebu. "Miroslav Župančić Žup svoj je kiparski izričaj pronašao i zadržao u malim stilizacijama bujnih ženskih aktova, a u posljednje vrijeme i animalističkim motivima. U najboljim izvedbama, njegove vješto izvedene Venere i bikovi postaju samosvojni plastički oblici zatvorenog volumena."
Dug period stvaralaštva od pet desetljeća obilježila je produktivnost, a po nekim procjenama izradio je oko 3 tisuće skulptura. Miroslav Župančić Žup ostvario se u skulpturi a autor je i brojnih reljefa, grafika, ex librisa i komada umjetničkog namještaja. Svrstati ga se može među naivne umjetnike te u moderne umjetnike. Motivi skulptura su mu dominantno hipervoluminozni ženski akt, ljubavnici od animalizma tu su minimalistički bik, konj i ovan, od sakralnih tema dominanto razapeti Isus i Bogorodica, te jedra, brodovi, karake te pladnjevi te kamene knjige http://www.kgz.hr/hr/dogadjanja/kamene-knjige/27679.

## Priznanja i humanitarna aktivnost
Za svoj umjetnički rad primio je više nagrada i priznanja te sudjelovao na pedesetak samostalnih i skupnih izložbi. Svoja djela je donirao je više puta i u humanitarne svrhe. Primjerice za dobrotvornu aukciju umjetnina za pomoć djeci Japana i azilu Dumovec za izgubljene i pronađene životinje. Također je izradio krstionicu crkve Sv. Vida u Okučanima Sudjelovao je na brojnim kiparskim kolonijama a radio je i na rehabilitaciji ovisnika učeći ih osnove kiparstva te potičući ih na kreativno izražavanje u terapijske svrhe. 
Njegove su skulpture djelom mnogih privatnih i kolekcionarskih zbirki, izložene su u javnom prostoru diljem Hrvatske i u svijetu te su korištene su i kao rekviziti u nekim hrvatskim serijama 2000-ih godina.

## Vanjske poveznice
- https://bib.irb.hr/datoteka/818209.Skulptura-u-kamenu.pdf
- http://www.kgz.hr/hr/dogadjanja/kamene-knjige/27679
- https://www.culturenet.hr/default.aspx?id=24675
- https://slavonski.hr/zupova-utocista-u-novogradiskom-muzeju-45-godina-nakon-prve-samostalne-izlozbe-u-gradu-svjetski-poznati-kipar-pred-domacom-publikom/
- https://www.virovitica.net/u-domu-oruzanih-snaga-izlaze-kipar-miroslav-zupancic-zup/341/
- https://akademija-art.hr/2020/01/04/izlozba-miljenka-bengeza-i-miroslava-zupancica-u-galeriji-kerubin/
- http://www.azilzagreb.com/skloniste-dumovec-clanak-clanak-humanitarna-izlozba--104
- http
- https://www.lupiga.com/vijesti/hrvatski-umjetnici-za-japan-svi-mi-dijelimo-zivot-na-ovoj-zemlji-i-svi-smo-jedni-drugima-bliski-samo-ako-to-zelimo-biti
- https://ika.hkm.hr/novosti/posvecena-nova-crkva-sv-vida-u-okucanima/
- https://www.itgirl.hr/newsflash/style-and-glow/3361-bengez-zupancic-u-galeriji-kerubin  Arhivirana inačica izvorne stranice od 12. rujna 2016. (Wayback Machine)